# Antoine Goudin
Antoine Goudin (né en 1639 à Limoges et mort le 25 octobre 1695 à Paris) est un théologien et philosophe thomiste du XVIIe siècle.

## Biographie
Entré en 1657 dans l'Ordre des Prêcheurs à Limoges, il y poursuivit ses études et y commença sa carrière de professeur de philosophie. En 1664, l'archevêque Dominique de Marinis lui demande de réorganiser les études théologiques dans son évêché, et le nomme professeur de théologie à Avignon. De 1669 à 1672, il a été prieur du couvent dominicains de Brive, et en 1672 il devient prieur du célèbre Couvent Saint-Jacques à Paris, et il enseigne au Studium generale de Saint-Germain qui y était associé.
Goudin est surtout l'auteur d'un grand cours de philosophie thomiste qui a connu un grand succès : de nombreuses rééditions aux XVIIIe et au XIXe siècle, et il a été également traduit en français (1865) et même en arménien (1750/51). Il eut à ce titre une grande influence sur le néothomisme du XIXe siècle. Sa théologie portant sur les querelles molinistes-thomistes n'a été publié qu'après la levée de l'interdit de publication sur le sujet au XVIIIe siècle. Du point de vue des références doctrinale, l'œuvre de Goudin est typique d'un retour aux textes, par-delà les scolastiques médiévaux et de son temps, qu'il ne cite quasiment pas.

## Œuvres
- Philosophia iuxta inconcussa tutissimaque D. Thomae dogmata, 4 vol. Lyon, Jullieron, 1670 ; Paris, Edmond Couterot, 1674 ; Venezia, Tramontini, 1680-1689 ; Köln, Cornelius d'Egmont, 1681 ; Bologna, Longhi, 1686 ; Paris, Couterot, 1692 ; Köln, Hermann Demen, 1694 ; Torino, Molino, 1706 ; Köln, Collen & J. Huisch, 1726, 2 vol. ; Köln-Frankfurt, Horst, 1764 ; Madrid, 1781 ; Madrid, P. Marin, 1789, 3 vol. ; Paris, 1851 ; Orvieto, Prelis Speraindeo Pompei, 1859-60 ; Arras, Sueur-Charruey, 1888-1890, 2 vol. Trad. arménienne : Venise 1750-51 ; trad. française : Philosophie suivant les principes de saint Thomas Paris, Poussielyne, 1864 ; Paris, Poussielgue, 1865.
- Tractatus theologici : de scientia et voluntate Dei, de praestinatione et reprobatione, de gratia Köln, 1723 ; Louvain, Ch. Peeters, 1874, 2 vol.